# 公平里
公平里，是中華民國臺中市西區所轄的里。面積0.2289平方公里，位於西區的西北角。北為忠誠里，東臨忠明里、公益里，西與南屯區大業里相傍，南為公德里及公正里。

## 歷史沿革
公平里在清朝時代為捒東下堡麻園頭庄的一部分，戰後麻園頭庄分成兩個部份，即公正里及忠明里，民國91年（2002年）2月1日由於公正里人口過多，又再從公正里中劃分出來，原有16鄰，民國97年（2008年）7月再增加5鄰，現共有21鄰，1975戶。里內有一座東興公園，興建於民國76年，為里民活動休閒的場所。

## 設施

### 金融
- 安泰商業銀行台中分行
- 遠東銀行台中公益分行
- 台中銀行西台中分行

### 美食
- 輕井澤鍋物（公益店）
- 聯翔餅店（精誠店）
- 85°C咖啡公益輕食館（原烘培總店）
- 春水堂（珍珠奶茶第一創始店）
- 十八梯麻辣鍋
- 夏慕尼新香榭鐵板燒 (大隆店)
- 塩選輕塩風燒肉

### 商圈
- 精誠商圈（精明一街商圈、大隆路商圈）

## 交通

### 公路
- 公益路
- 忠明南路
- 精誠路
- 東興路三段
- 精明一街
- 大業路

### 公車
- 公益公園（公益路）
- 公益精誠路口
- 公益東興路口
- 東興停車場

## 外部連結
- 臺中市西區區公所 （页面存档备份，存于）